# Улица Елены Колесовой (Ярославль)
У́лица Еле́ны Ко́лесовой — улица в северной части города Ярославля, пролегающая от Тутаевского шоссе до улицы Громова. Является юго-восточной границей жилого района Брагино.

## История
Улица появилась в 1965 году вместе с началом застройки первых четырёх микрорайонов жилого района Брагино, проходя по юго-восточному краю нового жилого района. Застройка улицы производилась крупнопанельными 5-этажными домами серии 1-464.
В том же году по случаю празднования 20-летия победы в Великой Отечественной войне улице было присвоено название в честь партизанки Героя Советского Союза Елены Колесовой (1920—1942), уроженки Ярославской области.
В 1966 году на улице Елены Колесовой начала работать школа № 80 имени Елены Колесовой. С 1968 года в школе появился музей революционной, боевой и трудовой славы. Экспозиция, посвященная жизни и подвигу Елены Колесовой открыта в школе и в настоящее время.

## Здания и сооружения
- № 4а — Бывшее здание вытрезвителя
- № 6 — Бывшее здание ателье по пошиву одежды
- № 8 — Магазины
- № 9 — РЭУ № 16
- № 10 — Магазины
- № 13а — Пункт приёма макулатуры «Лита»
- № 13д — Гипермаркет «Магнит Семейный»
- № 15 — «Ярославльводоканал»
- № 26 — Средняя школа № 72
- № 28 — Дом быта
- № 38 — Средняя общеобразовательная школа № 80 с углубленным изучением английского языка. Школа также носит имя Елены Колесовой.
- № 40 — Ярославская школа-интернат № 8 им. Э. Н. Макшанцевой
- № 46 ст1 — АЗС «Global76»
- № 58а — ФОК «Олимпиец» — теннисный комплекс
- № 64 — Детский сад № 130
- № 70 — Ярославская государственная сельскохозяйственная академия, корпус № 2
- № 72 — Муниципальный архив города Ярославля